# Styloxus fuscus
Styloxus fuscus là một loài bọ cánh cứng trong họ Cerambycidae.